# Ганн, Джанет
Джа́нет Линн Ганн (англ. Janet Lynn Gunn), в девичестве — Фу́лкерсон (англ. Fulkerson; 2 ноября 1961, Форт-Уэрт, Техас, США) — актриса

, режиссёр и стюардесса.

## Биография
Джанет Линн Фулкерсон родилась 2 ноября 1961 года в Форт-Уэрте (штат Техас).
В 1980 году она окончила среднюю школу, в которой принимала активное участие в школьных постановках.

## Карьера
В кино она начала сниматься в конце 1970-х годов.
В 1999 году дебютировала в качестве кинорежиссёра, сняв один из эпизодов телесериала «Шёлковые сети», в котором и сама снималась, играя Кассандру на протяжении 1996—1999 годов.

## Личная жизнь
7 сентября 1985 года Джанет вышла замуж за Карла Ганна, но позже они развелись.
С 26 июля 2007 года Джанет замужем во второй раз за предпринимателем Дереком Нортоном, с которым до этого встречалась много лет. У супругов есть сын — Лука Нортон (род. 2002). В данный момент семейство проживает в западной части Беверли-Хиллз (штат Калифорния, США).

## Избранная фильмография
Актриса
| Год  |    | Русское название           | Оригинальное название          | Роль                   |
| ---- | -- | -------------------------- | ------------------------------ | ---------------------- |
| 1992 | с  | Суперсила                  | Super Force                    | Бриджетт Кросс         |
| 1994 | с  | Отступник                  | Renegade                       | Кэт Кэлхаун            |
| 1995 | с  | Диагноз: убийство          | Diagnosis: Murder              | Электра, Спасательница |
| 1996 | с  | Космос: Далёкие уголки     | Space: Above and Beyond        | Сьюзи                  |
| 1996 | ф  | В поисках приключений      | The Quest                      | Кэрри Ньютон           |
| 2001 | тф | Бермудский треугольник     | Lost Voyage                    | Дэна Элуэй             |
| 2002 | с  | C.S.I.: Место преступления | CSI: Crime Scene Investigation | Джейн Брэдли           |
| 2005 | с  | Расследование Джордан      | Crossing Jordan                | Марта Элдридж          |

Дублёр
- 1978 — «Даллас» / Dallas

Режиссёр
- 1999 — «Шёлковые сети[англ.]» / Silk Stalkings